# Psammocora nierstraszi
Psammocora nierstraszi là một loài san hô trong họ Siderastreidae. Loài này được Horst mô tả khoa học năm 1921.

## Hình ảnh

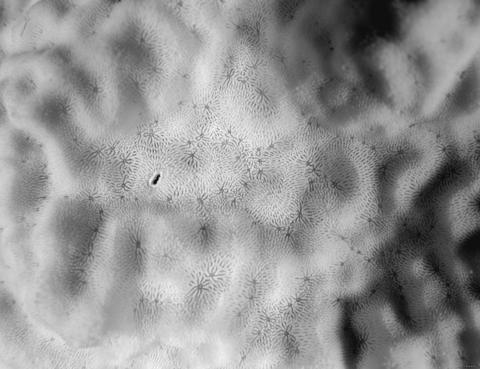
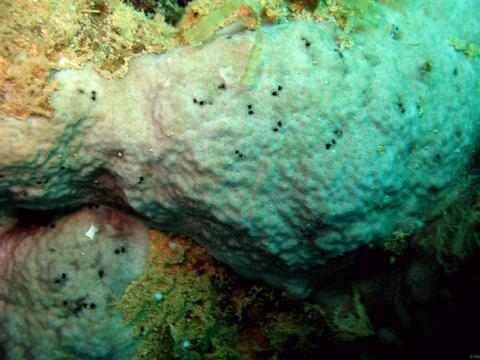
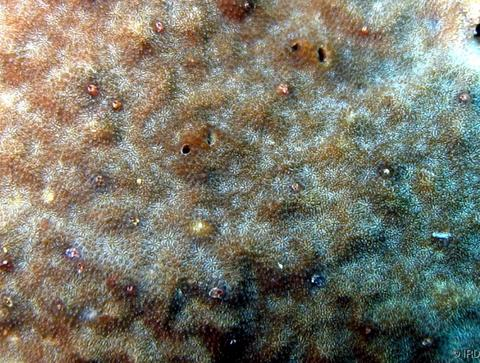